# Род Темпертон
Род Темпертон (англ. Rodney Lynn Temperton; 9 жовтня 1949 — 5 жовтня 2016, Лондон) — британський автор пісень, продюсер і музикант. Співпрацював з Майклом Джексоном, Квінсі Джонсом та гуртом Heatwave.

## Пісні написані для Майкла Джексона
| Назва пісні | Автор         | Виконавець    |
| --- | ------------- | ------------- |
| Rock With You (з англ. Запалювати з тобою)                                                                     | Род Темпертон | Майкл Джексон |
| Off The Wall (з англ. Не як всі)                                                                               | Род Темпертон | Майкл Джексон |
| Burn This Disco Out (з англ. Запали цю дискотеку) з п'ятого сольного альбому Off The Wall (з англ. Не як всі)  | Род Темпертон | Майкл Джексон |
| Baby Be Mine (з англ. Крихітко будь моєю)                                                                      | Род Темпертон | Майкл Джексон |
| Thriller (з англ. Триллер або Жах)                                                                             | Род Темпертон | Майкл Джексон |
| The Lady in My Life (з англ. Леді у моєму житті) з шостого сольного альбому Thriller (з англ. Триллер або Жах) | Род Темпертон | Майкл Джексон |